# Rejon prymorski (obwód zaporoski)
Rejon prymorski – jednostka administracyjna wchodząca w skład obwodu zaporoskiego Ukrainy.
Rejon utworzony w 1923, ma powierzchnię 1400 km² i liczy około 32 tysięcy mieszkańców. Siedzibą władz rejonu jest Prymorsk (obwód zaporoski).
Na terenie rejonu znajdują się 1 miejska rada i 15 silskich rad, obejmujących w sumie 26 wsi i 4 osady.